# Bietergruppe Bundesemissionen
Die Bietergruppe Bundesemissionen (auch Bund Issues Auction Group) bezeichnet eine Gruppe von Kreditinstituten, die die Emissionen der Bundesbank im Tenderverfahren kaufen kann.
Die Gruppe der Bieter setzt sich aus inländischen Finanzinstituten und ausländischen mit inländischen Niederlassungen zusammen. Jedes Mitglied muss mindestens 0,05 % der Emissionen kaufen.
Die Bietergruppe setzt sich aus folgenden Kreditinstituten zusammen (Stand: 15. Juli 2024):
| Kreditinstitut                                   | Sitz              |
| ------------------------------------------------ | ----------------- |
| ABN AMRO Bank N.V.                               | Amsterdam         |
| Barclays Bank Ireland Plc                        | Dublin            |
| Bayerische Landesbank                            | München           |
| BNP Paribas S.A.                                 | Paris             |
| BofA Securities Europe SA                        | Paris             |
| Citigroup Global Markets Europe AG               | Frankfurt am Main |
| COMMERZBANK Aktiengesellschaft                   | Frankfurt am Main |
| Coöperatieve Rabobank U.A.                       | Utrecht           |
| Crédit Agricole Corporate and Investment Bank    | Paris             |
| Danske Bank A/S                                  | Kopenhagen        |
| DekaBank Deutsche Girozentrale                   | Frankfurt am Main |
| DEUTSCHE BANK AKTIENGESELLSCHAFT                 | Frankfurt am Main |
| DZ BANK AG Deutsche Zentral-Genossenschaftsbank  | Frankfurt am Main |
| Goldman Sachs Bank Europe SE                     | Frankfurt am Main |
| HSBC Continental Europe                          | Paris             |
| Intesa Sanpaolo S.p.A.                           | Turin             |
| Jefferies GmbH                                   | Frankfurt am Main |
| J.P. Morgan SE                                   | Frankfurt am Main |
| Landesbank Baden-Württemberg                     | Stuttgart         |
| Landesbank Hessen-Thüringen Girozentrale         | Frankfurt am Main |
| Mizuho Securities Europe GmbH                    | Frankfurt am Main |
| Morgan Stanley Europe SE                         | Frankfurt am Main |
| Natixis                                          | Paris             |
| NatWest Markets N.V.                             | Amsterdam         |
| Nomura Financial Products Europe GmbH            | Frankfurt am Main |
| Norddeutsche Landesbank Girozentrale             | Hannover          |
| Nordea Bank Abp                                  | Helsinki          |
| ODDO BHF SE                                      | Frankfurt am Main |
| Scotiabank (Ireland) Designated Activity Company | Dublin            |
| Société Générale S.A.                            | Paris             |
| UBS Europe SE                                    | Frankfurt am Main |
| UniCredit SpA                                    | Mailand           |